# Wielgosy
Wielgosy – przysiółek wsi Kostków w Polsce położona w województwie podkarpackim, w powiecie jarosławskim, w gminie Jarosław, w sołectwie Kostków.
W latach 1975–1998 miejscowość położona była w województwie przemyskim.
Wielgosy są położone w północnej części wsi, od strony Leżachowa-Osady i obejmują 75 domów. 
We Wielgosach znajduje się kościół filialny i świetlica wiejska.